# Gauliga
La Gauliga era il più alto livello del campionato tedesco di calcio; si disputò tra il 1933 e il 1945 nelle Gau, le divisioni amministrative della Germania nazista. Ogni squadra campione della sua Gauliga si qualificava per il campionato tedesco vero e proprio.

## Evoluzione storica

### La suddivisione del 1933

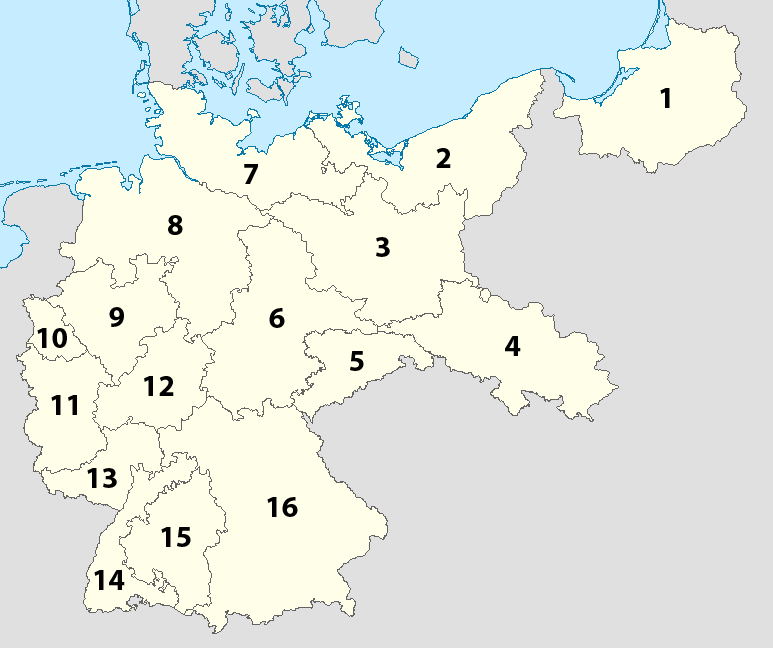
Le iniziali 16 Gauligen nel 1933.

La Germania nazista nel 1933 riorganizzò il calcio secondo i propri obiettivi sul territorio controllato, che già in questo periodo andava oltre gli attuali confini della Germania. Inizialmente vennero create sedici Gauligen; queste, con riferimento alla mappa a fianco, erano:
- 1) Gauliga Ostpreußen: attiva nella regione della Prussia orientale e nella Città Libera di Danzica, oggi parte della Polonia;
- 2) Gauliga Pommern: attiva nella regione della Pomerania, oggi parte della Polonia, poi suddivisa a partire dal 1937;
- 3) Gauliga Berlin-Brandenburg: attiva a Berlino e nel Brandeburgo, suddivisa in due gruppi nella stagione 1939 - 1940;
- 4) Gauliga Schlesien: attiva nella Slesia, oggi parte della Polonia, poi suddivisa a partire dal 1941 in Gauliga Niederschlesien e Gauliga Oberschlesien;
- 5) Gauliga Sachsen: attiva in Sassonia, suddivisa in due gruppi nella stagione 1939 - 1940 e subito riunificata, suddivisa in sette gruppi nella stagione 1944 1945;
- 6) Gauliga Mitte: attiva in Turingia e nella Sassonia-Anhalt, poi suddivisa nella stagione 1944 - 1945 in quattro gruppi;
- 7) Gauliga Nordmark: attiva nello Stato di Amburgo, nello Schleswig-Holstein e nella parte occidentale del Meclemburgo-Pomerania Anteriore, poi suddivisa a partire dal 1942 in Gauliga Schleswig-Holstein, Gauliga Hamburg e Gauliga Mecklenburg;
- 8) Gauliga Niedersachsen: attiva in Bassa Sassonia e a nello Stato di Brema, poi suddivisa a partire dal 1942 in Gauliga Südhannover-Braunschweig e Gauliga Weser-Ems;
- 9) Gauliga Westfalen: attiva in Westfalia, poi suddivisa nella stagione 1944 - 1945 in tre gruppi;
- 10) Gauliga Niederrhein: attiva nel Basso-Reno;
- 11) Gauliga Mittelrhein: attiva in Renania, poi suddivisa a partire dal 1941 in Gauliga Köln-Aachen e Gauliga Moselland;
- 12) Gauliga Hessen: attiva nell'Assia, poi suddivisa in due gruppi nella stagione 1939 - 1940 e in quella successiva e poi riunificata, di nuovo suddivisa, questa volta in tre gruppi nella stagione 1944 - 1945;
- 13) Gauliga Südwest/Mainhessen: attiva nel Palatinato, nella Saarland e a Francoforte sul Meno, poi suddivisa a partire dal 1941 in Gauliga Hessen-Nassau e Gauliga Westmark;
- 14) Gauliga Baden: attiva nel Baden, suddivisa in tre gruppi nella stagione 1939 - 1940, poi subito riunificata, poi nuovamente suddivisa;
- 15) Gauliga Württemberg: attiva nel Württemberg, suddivisa in due gruppi nella stagione 1939 - 1940 e subito riunificata, infine in tre gruppi nella stagione 1944 - 1945;
- 16) Gauliga Bayern: attiva in Baviera, poi suddivisa a partire dal 1942 in due gruppi.

### LeGauligenaggiunte dopo l'espansione tedesca

Mappa della Germania Nazista

Con il passar del tempo vennero inglobati nuovi territori, sui quali vennero create nuove Gauligen, che erano:
- Gauliga Ostmark: formata in Austria nel 1938, e rinominata Gauliga Donau-Alpenland nel 1941;
- Gauliga Sudetenland: formata nel Sudetenland cecoslovacco, annesso nel 1938;
- Gauliga Danzig-Westpreußen: formata nel Reichsgau Danzig-Westpreußen, oggi parte della Polonia, nel 1940;
- Gauliga Elsaß: formata in Alsazia, ora parte della Francia, nel 1940;
- Gauliga Wartheland: formata nel Reichsgau Wartheland, oggi parte della Polonia, nel 1941;
- Gauliga Generalgouvernement: formata nel Governatorato Generale, ora parte della Polonia, nel 1941;
- Gauliga Böhmen und Mähren: formata nel 1943 nel Protettorato di Boemia e Moravia, ora parte della Repubblica Ceca.

Alla fine della seconda guerra mondiale la Germania venne occupata dagli Alleati, e vennero inizialmente creati molti campionati separati; questi confluirono nella DDR-Oberliga, giocata in Germania Est, e nell'Oberliga in Germania Ovest.

## Albo d'oro
Viene riportato, stagione per stagione, il risultato della finale nazionale:
| Stagione  | Vincitore    | Punteggio                 | Seconda            |
| --------- | ------------ | ------------------------- | ------------------ |
| 1933-1934 | Schalke 04   | 2-1                       | Norimberga         |
| 1934-1935 | Schalke 04   | 6-4                       | Stoccarda          |
| 1935-1936 | Norimberga   | 2-1 (d.t.s.)              | Fortuna Düsseldorf |
| 1936-1937 | Schalke 04   | 2-0                       | Norimberga         |
| 1937-1938 | Hannover 96  | 3-3 (d.t.s.) 4-3 (d.t.s.) | Schalke 04         |
| 1938-1939 | Schalke 04   | 9-0                       | Admira Vienna      |
| 1939-1940 | Schalke 04   | 1-0                       | Dresdner SC        |
| 1940-1941 | Rapid Vienna | 4-3                       | Schalke 04         |
| 1941-1942 | Schalke 04   | 2-0                       | First Vienna       |
| 1942-1943 | Dresdner SC  | 3-0                       | Saarbrücken        |
| 1943-1944 | Dresdner SC  | 4-0                       | LSV Amburgo        |